# Lowell (Vermont)
Lowell és una població dels Estats Units a l'estat de Vermont. Segons el cens del 2000 tenia 738 habitants.

## Demografia
Segons el cens del 2000, Lowell tenia 738 habitants, 270 habitatges, i 204 famílies. La densitat de població era de 5,1 habitants per km².
Dels 270 habitatges en un 38,5% hi vivien nens de menys de 18 anys, en un 62,6% hi vivien parelles casades, en un 7,4% dones solteres, i en un 24,4% no eren unitats familiars. En el 19,3% dels habitatges hi vivien persones soles el 8,1% de les quals corresponia a persones de 65 anys o més que vivien soles. El nombre mitjà de persones vivint en cada habitatge era de 2,73 i el nombre mitjà de persones que vivien en cada família era de 3,12.
Per edats la població es repartia de la següent manera: un 29,4% tenia menys de 18 anys, un 6,8% entre 18 i 24, un 29,4% entre 25 i 44, un 23,4% de 45 a 60 i un 11% 65 anys o més.
L'edat mediana era de 35 anys. Per cada 100 dones de 18 o més anys hi havia 102,7 homes.
La renda mediana per habitatge era de 27.969 $ i la renda mediana per família de 29.408 $. Els homes tenien una renda mediana de 25.446 $ mentre que les dones 21.083 $. La renda per capita de la població era de 12.404 $. Entorn del 18,8% de les famílies i el 17,5% de la població estaven per davall del llindar de pobresa.